# Кунанбаев, Магауия Абайулы
Магауия (Магавья) Абайулы Кунанбаев (1870, современный Абайский район Восточно-Казахстанской области — 26 мая 1904, там же) — казахский поэт, младший сын Абая Кунанбаева от его жены Дильды.

## Биография
Происходит из рода тобыкты племени аргын. В 1878 году обучался в мусульманской школе. В 1884 году продолжил учёбу в русской школе в Семипалатинске, где проявил незаурядные способности, считался лучшим среди учеников. Заболев воспалением лёгких, был вынужден прервать учёбу и вернуться в родной аул.
Большую роль в формировании эстетических взглядов и поэтических талантов Магауии сыграл его отец Абай. Под его руководством Магауия изучал русскую, классическую литературу Востока, устное народное творчество. Магауия отличался от своих сверстников своей образованностью, широтой натуры, справедливостью и честностью.
Первые стихи, которые были посвящены мечтаниям и любви, он написал в шестнадцатилетнем возрасте. Лиризмом были пропитаны его стихи «Лунной летней ночью загоняли коней», «Этой ночью мне приснилась ты». Во многих стихах выразилась скорбь Магауии по поводу болезни его брата Абдрахмана. Всесторонне раскрылось его поэтическое дарование в поэмах, которые он написал по совету Абая: «Енлик — Кебек» (1890), «Абылай» (сохранилась не полностью). По объёму и художественным достоинствам также выделяется поэма «Медгат — Касым» (1900).